# Bollebeek (natuurgebied)
Bollebeek is een natuurgebied in de Belgische gemeente Asse, meer bepaald in het gehucht Bollebeek. Het gebied is 1,2037 ha groot en wordt beheerd door Natuurpunt.